# Quadreria dell'ospedale di Busto Arsizio
La Quadreria dell'ospedale di Busto Arsizio (o Quadreria dei benefattori dell'ospedale di Busto Arsizio) è una raccolta di oltre 100 opere d'arte raffiguranti i benefattori, in larga parte industriali e canonici, che tra il 1700 e il 1970 hanno contribuito a finanziare le opere dell'ospedale cittadino. La quadreria è collocata al primo piano del padiglione centrale del nosocomio.
Le opere sono per lo più lavori di pittori locali, ma non mancano dipinti di importanti artisti quali Giuseppe Molteni, Biagio Bellotti, Salvatore Bianchi, Mario Acerbi e Alessandro Pandolfi, busti in marmo e fotografie.

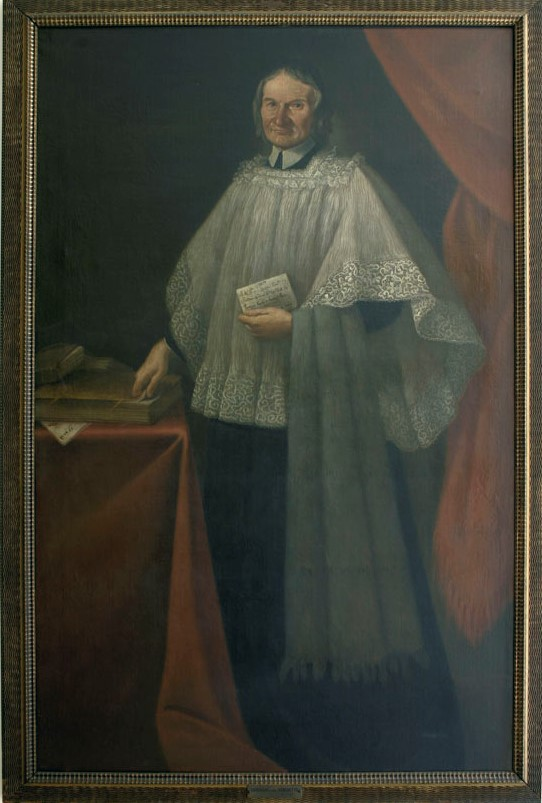
Il ritratto di Benedetto Landriani, opera del pittore Salvatore Bianchi.

Il ritratto che diede il via alla creazione della quadreria fu quello del canonico Benedetto Landriani, attribuito a Salvatore Bianchi.
La quadreria fu studiata, catalogata, ordinata e resa accessibile nel 2003 con il contributo dello storico dell'arte bustocco Giuseppe Pacciarotti, che nel 2007 raccolse le sue ricerche nel catalogo Un volto, una storia: la quadreria dei benefattori dell'ospedale di Busto Arsizio. Le opere sono raggruppate in base alla famiglia di appartenenza dei soggetti raffigurati.
La quadreria viene aperta al pubblico ogni anno il 24 giugno in occasione della festa patronale e in concomitanza con eventi e anniversari legati all'ospedale.
Nel 2021 nove dipinti del pittore Guido Giavini sono stati donati alla quadreria.

## Opere
| #   | Immagine | Persona ritratta                | Autore                                 | Tecnica                              | Dimensioni [cm] |
| --- | -------- | ------------------------------- | -------------------------------------- | ------------------------------------ | --------------- |
| 1   |          | Carlo Aspesi                    | Ambrogio Riganti                       | Olio su tela                         | 68×54           |
| 2   |          | Pierino Solbiati                | Attilio Melo                           | Olio su tela                         | 56×48           |
| 3   |          | Vittorina Pozzi Solbiati        | Attilio Melo                           | Olio su tela                         | 60×50           |
| 4   |          | Antonio Tosi                    | Anonimo                                | Olio su tela                         | 88×60           |
| 5   |          | Giuseppe Borri                  | Carlo Grossi                           | Olio su tela                         | 73×60           |
| 6   |          | Leopoldo Solbiati               | Attilio Melo                           | Olio su tela                         | 60×50           |
| 7   |          | Tommaso Solbiati                | Luigi Fiori                            | Olio su tela                         | 62×48           |
| 8   |          | Rosa Bottigelli Borri           | Carlo Grossi                           | olio su tela                         | 74×60           |
| 9   |          | Carlo Solbiati                  | Anonimo                                | Olio su tela                         | 70×537          |
| 10  |          |                                 |                                        |                                      |                 |
| 11  |          | Eligio Milani                   | Carlo Grossi                           | Olio su tela                         | 75×60           |
| 12  |          | Giovanni Milani                 | Lodovico Zambeletti                    | Olio su tela                         | 65×60           |
| 13  |          | Carolina Della Bella Cardani    | Angelo Cantù                           | Olio su tela                         | 76×56           |
| 14  |          | Giuseppe Milani                 | Lodovico Zambeletti                    | Olio su tela                         | 56×60           |
| 15  |          | Maria Crespi Milani             | Lodovico Zambeletti                    | Olio su tela                         | 65×60           |
| 16  |          | Benedetto Milani                | Carlo Grossi                           | Olio su tela                         | 75×60           |
| 17  |          | Luigi Milani                    | Angelo Bottigelli                      | Olio su tela                         | 60×50           |
| 18  |          | Carlo Schapira                  | Angelo De Bernardi                     | Olio su tela                         | 70×55           |
| 19  |          | Antonio Tognella                | Waifron Torresan                       | Olio su tela                         | 70×50           |
| 20  |          | Roberto Tosi                    | Pietro Sezenna                         | Olio su tela                         | 100×75          |
| 21  |          | Ernesto Travelli                | Carlo Grossi                           | Olio su tela                         | 75×60           |
| 22  |          | Arturo Galazzi                  | Giannino Grossi                        | Olio su tela                         | 70×54           |
| 23  |          | Teresa Caminada Tosi            | Ugo Galvagni                           | Olio su tela                         | 138×212         |
| 24  |          | Angiola Ottolini                | Studio Consani                         | Olio su tela                         | 58×46           |
| 25  |          | Giovanni Xeconti                | Ugo Galvagni                           | Olio su tela                         | 130×86          |
| 26  |          | Giovan Battista Provasoli       | Stefano Bersani                        | Olio su tela                         | 60×45           |
| 27  |          | Carlo Ottolini                  | Antonio Introini detto Piturèl         | Olio su tela                         | 57×45           |
| 28  |          | Amalia Thomas Bossi             | Pietro Sezenna                         | Olio su tela                         | 76×57           |
| 29  |          | Luigi Tosi                      | Antonio Introini detto Piturèl         | Olio su tela                         | 58×44           |
| 30  |          | Teresa Lualdi                   | Antonio Introini detto Piturèl (attr.) | Olio su tela                         | 143×118         |
| 31  |          | Carlo Ottolini                  | Ugo Galvagni                           | Olio su tela                         | 82×58           |
| 32  |          | Giuseppe Candiani               | Giuseppe Molteni                       | Olio su tela                         | 87×70           |
| 33  |          | Giuseppe Solaro                 | Franco Asco                            | Busto in marmo                       | 63×59×41        |
| 34  |          | Anselmo Giani                   | Antonio Introini detto Piturèl         | Olio su tela                         | 56×44           |
| 35  |          | Valentino Cafulli               | Alessandro Pandolfi                    | Olio su tela                         | 105×80          |
| 36  |          | Andrea Zappellini               | Anonimo                                | Busto in marmo                       | 60×37×26        |
| 37  |          | Giuseppe Lualdi                 | Tarcisio Pogliani                      | Busto in marmo                       | 70×44×43        |
| 38  |          | Edvige Gabardi Lualdi           | Carlo Bonomi                           | Olio su tela                         | 70×50           |
| 39  |          | Carlo Venzaghi                  | Carlo Grossi                           | Olio su tela                         | 82×65           |
| 40  |          | Rodolfo Crespi                  | Enrico Arcioni                         | Olio su tela                         | 48×34           |
| 41  |          | Pietro Gabardi                  | Carlo Bonomi                           | Olio su tela                         | 98×76           |
| 42  |          | Pietro Venzaghi                 | Mario Ornati                           | Olio su tela                         | 62×52           |
| 43  |          | Este Gabardi                    | Carlo Bonomi                           | Olio su tela                         | 48×35           |
| 44  |          | Achille Venzaghi                | Luigi Locatelli                        | Olio su tela                         | 130×90          |
| 45  |          | Giovanna Bernocchi Venzaghi     | Mario Ornati                           | Olio su tela                         | 64×54           |
| 46  |          | Aldo Venzaghi                   | Mario Ornati                           | Olio su tela                         | 72×57           |
| 47  |          |                                 |                                        |                                      |                 |
| 48  |          | Francesco De Meo                | Pietro Sezenna                         | Olio su tela                         | 78×60           |
| 49  |          | Enrico Castellanza              | Mario Acerbi                           | Olio su tela                         | 90×64           |
| 50  |          | Ida Bossi Dell'Acqua            | Eugenio Bonzanini                      | Olio su tela                         | 62×48           |
| 51  |          | Giuseppe Introini               | Studio Conzani, Mascheroni & Sezenna   | Olio su tela                         | 78×60           |
| 52  |          | Maria Speroni Formenti          | Alessandro Pandolfi                    | Olio su tela                         | 80×70           |
| 53  |          | Ida Tosi Borri                  | Angelo Cantù                           | Olio su tela                         | 90×70           |
| 54  |          | Leopoldo Candiani               | Studio Conzani, Mascheroni & Sezenna   | Olio su tela                         | 78×60           |
| 55  |          | Antonia Bossi Candiani          | Studio Conzani, Mascheroni & Sezenna   | Olio su tela                         | 78×60           |
| 56  |          | Carlo Dionigi Ferrario          | Pietro Sezenna                         | Olio su tela                         | 78×60           |
| 57  |          |                                 | Guglielmo Ferri                        | Olio su tela                         |                 |
| 58  |          | Carolina Candiani Durini        | Studio Varischi & Artico               | Carta all'albumina bromuro d'argento | 60×42           |
| 59  |          | Luigi Ottolini                  | Giannino Grossi                        | Olio su tela                         | 80×60           |
| 60  |          | Giuseppe Crespi                 | Guglielmo Ferri                        | Olio su tela                         | 80×60           |
| 61  |          | Agostino Pietro Colombo         | Pietro Sezenna                         | Olio su tela                         | 78×58           |
| 62  |          | Annunciata Ferrario             | Luigi Locatelli                        | Olio su tela                         | 60×40           |
| 63  |          | Luigi Crespi                    | Carlo Grossi                           | Olio su tela                         | 80×60           |
| 64  |          | Giovanna De Bernardi Garavaglia | Cesare Fratino                         | Olio su tela                         | 97×74           |
| 65  |          | Angioletto Garavaglia           | Ambrogio Riganti                       | Olio su tela                         | 70×50           |
| 66  |          | Santino Brusatori               | Angelo Galloni                         | Olio su tela                         | 94×72           |
| 67  |          | Emilio Garavaglia               | Mario Acerbi                           | Olio su tela                         | 74×56           |
| 68  |          | Carlo Carnaghi                  | E. Simana                              | Olio su tavola                       | 92×72           |
| 69  |          | Angioletta Carnaghi Brusatori   | Angelo Galloni                         | Olio su tela                         | 96×74           |
| 70  |          | Nino Garavaglia                 | Waifron Torresan                       | Olio su tela                         | 50×68           |
| 71  |          | Maria Teresa Ferrario Carnaghi  | Luigi Brusatori                        | Olio su tavola                       | 92×72           |
| 72  |          | Felice Stoppa                   | Luigi Cerudi                           | Olio su tela                         | 78×59           |
| 73  |          | Giovanni Cozzi                  | Pino Rusconi                           | Olio su tavola ovale                 | 54×44           |
| 74  |          | Giuseppe Marcora                | Waifron Torresan                       | Olio su tela                         | 68×48           |
| 75  |          | Enrico Pozzi                    | Giannino Grossi                        | Olio su tela                         | 62×49           |
| 76  |          | Carlo Betti                     | Ambrogio Riganti                       | Olio su tela                         | 46×54           |
| 77  |          | Luigi Lualdi                    | Ambrogio Riganti                       | Olio su tela                         | 70×54           |
| 78  |          | Biagio Gabardi                  | Carlo Bonomi                           | Olio su tavola                       | 65×50           |
| 79  |          | Giuseppina Bossi Betti          | Ambrogio Riganti                       | Olio su tela                         | 46×54           |
| 80  |          | Luigi Emilio Pozzi              | Waifron Torresan                       | Olio su tela                         | 50×40           |
| 81  |          | Piero Candiani                  | Studio Fotografico Paracchi            | Fotografia ritoccata su cartone      | 70×50           |
| 82  |          | Giuseppe Castiglioni            | L. Tosi                                | Olio su tela                         | 64×50           |
| 83  |          | Mario Della Torre               | Luigi Fiori                            | Olio su tela                         | 50×40           |
| 84  |          | Biagio Bellotti                 | Autoritratto                           | Olio su tela                         | 97×75           |
| 85  |          | Giovanni Colombo                | Luigi Fiori                            | Olio su tela                         | 60×50           |
| 86  |          | Agostino Marcora                | Ambrogio Riganti                       | Olio su tela                         | 70×50           |
| 87  |          | Carlo Radice                    | Arturo Abbà                            | Olio su tela                         | 66×52           |
| 88  |          | Luigi Colombo                   | Guglielmo Ferri                        | Olio su tela                         | 78×64           |
| 89  |          | Roberto Masera                  | Pino Rusconi                           | Olio su tavola                       | 70×50           |
| 90  |          | Maria Caimi Bottigelli          | Angela Landini                         | Olio su tela                         | 70×50           |
| 91  |          | Benedetto Landriani             | Salvatore Bianchi                      | Olio su tavola                       | 185×115         |
| 92  |          | Roberto Marcora                 | Firma illeggibile                      | Olio su tela                         | 52×44           |
| 93  |          | Ida Prandoni Cavaiani           | Waifron Torresan                       | Olio su tela                         | 70×50           |
| 94  |          | Felice Curti Sala               | Pietro Murani                          | Olio su tela                         | 60×50           |
| 95  |          | Maria Candiani Curti Sala       | Pietro Murani                          | Olio su tela                         | 66×50           |
| 96  |          | Cesare Tosi                     | Waifron Torresan                       | Olio su tela                         | 70×50           |
| 97  |          | Nino Bottigelli                 | Angela Landini                         | Olio su tela                         | 70×50           |
| 98  |          | Luigi Cavaiani                  | Anonimo                                | Olio su tavola                       | 70×50           |
| 99  |          | Carlo Crespi                    | Ambrogio Riganti                       | Olio su tela                         | 70×50           |
| 100 |          | Piero Tosi                      | Studio Fotografico Paracchi            | Fotografia su cartone                | 56×42           |
| 101 |          | Giuseppina Pozzi Chierichetti   | Waifron Torresan                       | Olio su tela                         | 70×50           |
| 102 |          | Anna Anzini Gabardi             | Carlo Bonomi                           | Olio su tela                         | 150×90          |
| 103 |          | Livio Colombo                   | Waifron Torresan                       | Olio su tela                         | 56×48           |
| 104 |          | Stefano Chierichetti            | ? Lovati                               | Olio su tela                         | 70×50           |
| 105 |          | Edoardo Gabardi                 | Carlo Bonomi                           | Olio su tavola                       | 150×90          |
| 106 |          | Enrico Candiani                 | Paolo Candiani                         | Olio su tela                         | 230×110         |
| 107 |          | Ettore Chierichetti             | Ambrogio Riganti                       | Olio su tela                         | 54×44           |
| 108 |          | Enrico dell'Acqua               | Pietro Sezenna                         | Olio su tela                         | 76×57           |
|     |          | Roberto Ferrario                | Lidia Pezzimenti                       | Pastello su tela                     |                 |
| #   | Immagine | Persona ritratta                | Autore                                 | Tecnica                              | Dimensioni [cm] |